# 人民公社 (東ドイツ)

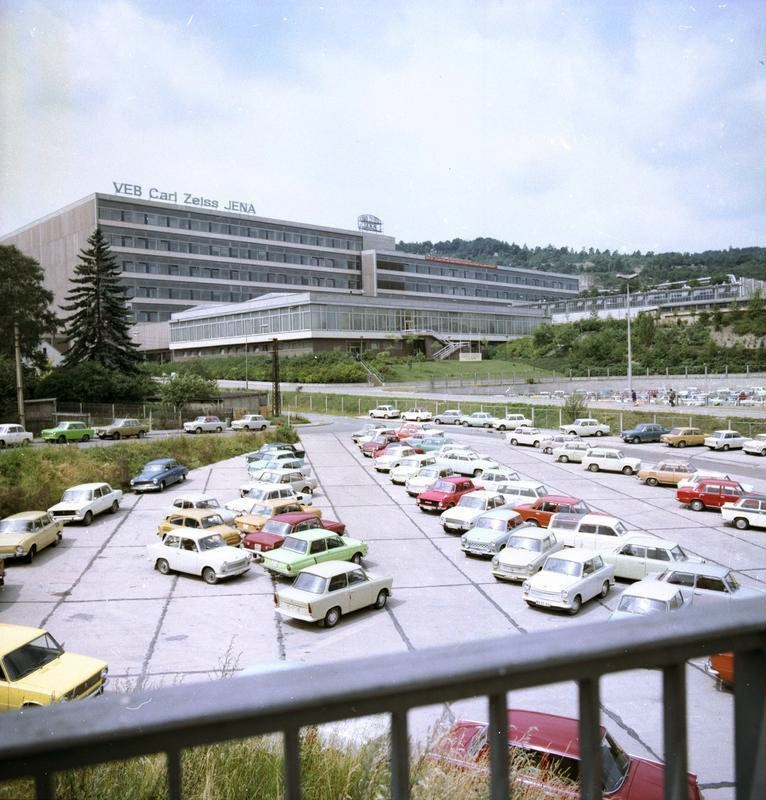
人民公社カール・ツァイス・イェーナ

人民公社（ドイツ語: Volkseigener Betrieb 、VEB）は、東ドイツにおける国営企業の一形態である。人民公社の連合体は人民公社連合体（Vereinigung Volkseigener Betriebe 、VVB）である。

## 成立
第二次世界大戦に敗戦したドイツのソビエト連邦占領地域（後の東ドイツ）で、ソビエト連邦が接収していた土地や工場を返還する際、どのような形態で返還するかが問題となった。これについてザクセン州で人民投票が行なわれ、1946年6月30日に開票された結果、3分の2以上の多数の賛成で人民公社という形態で返還することとなり、1946年7月1日に以下2つの人民公社連合体が成立した。
- ザクセン州精密機械・光学・電子技術
- 写真・映画・事務機産業

後者の中心はツァイス・イコンである。
またイェーナでもカール・ツァイスを中心に以下の人民公社連合体が成立した。
- OPTIK精密機器・光学装置

この他、著名な人民公社には大衆車トラバントを製造していたVEBザクセンリンク(ドイツ語: VEB Sachsenring)やヴァルトブルクを製造していたVEBアウトモービルヴェルク・アイゼナハなどがあった。
なお東ドイツ国民を徹底した監視下に置いたシュタージに対しては、「盗み聞き・のぞき見人民公社」（VEB Horch und Guck）という俗称が寄せられていた。

## 例
- VEB モトーレンヴェルク・アイゼナハ
- VEB BMK Kohle und Energie
- VEB Braunkohlenwerk Gustav Sobottka Röblingen
- VEB Deutsche Musikaliendruckerei [1]
- VEB ドイツ・シャルプラッテン
- VEB Deutsche Seereederei
- VEB Elbewerften Boizenburg/Roßlau
- VEB Fahrzeug- und Gerätewerk Simson Suhl
- VEB フィルムファブリック・ヴォルフェン
- Hochseeschiffbau Mathias-Thesen-Werft Wismar VEB
- VEB Jehmlich Orgelbau Dresden
- VEB Lokomotivbau Karl Marx Babelsberg （LKM）
- VEB Lokomotivbau Elektrotechnische Werke Hans Beimler Hennigsdorf （LEW）
- VEB Meissen Porzellan
- VEB Motorradwerk Zschopau
- VEB Polytechnik
- VEB Planeta
- VEB ロボトロン
- VEB Sachsenring Automobilwerke Zwickau
- VEB Typoart
- VEB Uhrenwerke Ruhla
- VEB Volkswerft（シュトラールズント）
- VEB バルカス　カール＝マルクス＝シュタット
- Kombinat VEB Zeiss Jena